# Lajos Szűcs (tyngdlyftare)
Lajos Szűcs, född 13 februari 1946 i Cinkota, död 2 september 1999 i Miskolc, var en ungersk tyngdlyftare.
Szűcs blev olympisk silvermedaljör i 52-kilosklassen i tyngdlyftning vid sommarspelen 1972 i München.